# Eta Octantis
Eta Octantis är en vit stjärna i huvudserien i Oktantens stjärnbild.
Stjärnan har visuell magnitud +6,19 och är knappt synlig för blotta ögat vid mycket god seeing. Den befinner sig på ett avstånd av ungefär 345 ljusår.